# 50-я улица (линия Уэст-Энд, Би-эм-ти)
|   |   |   |   |   |
| · | · | · | · | · |

|   |   |   |   |   |
| · | · | · | · | · |

«50-я улица» (англ. 50th Street) — станция Нью-Йоркского метрополитена, расположенная на линии Уэст-Энд, Би-эм-ти. Станция находится в Бруклине, в округе Боро-Парк, на пересечении 50-й улицы и Нью-Ютрект авеню. На станции останавливается маршрут D (круглосуточно).

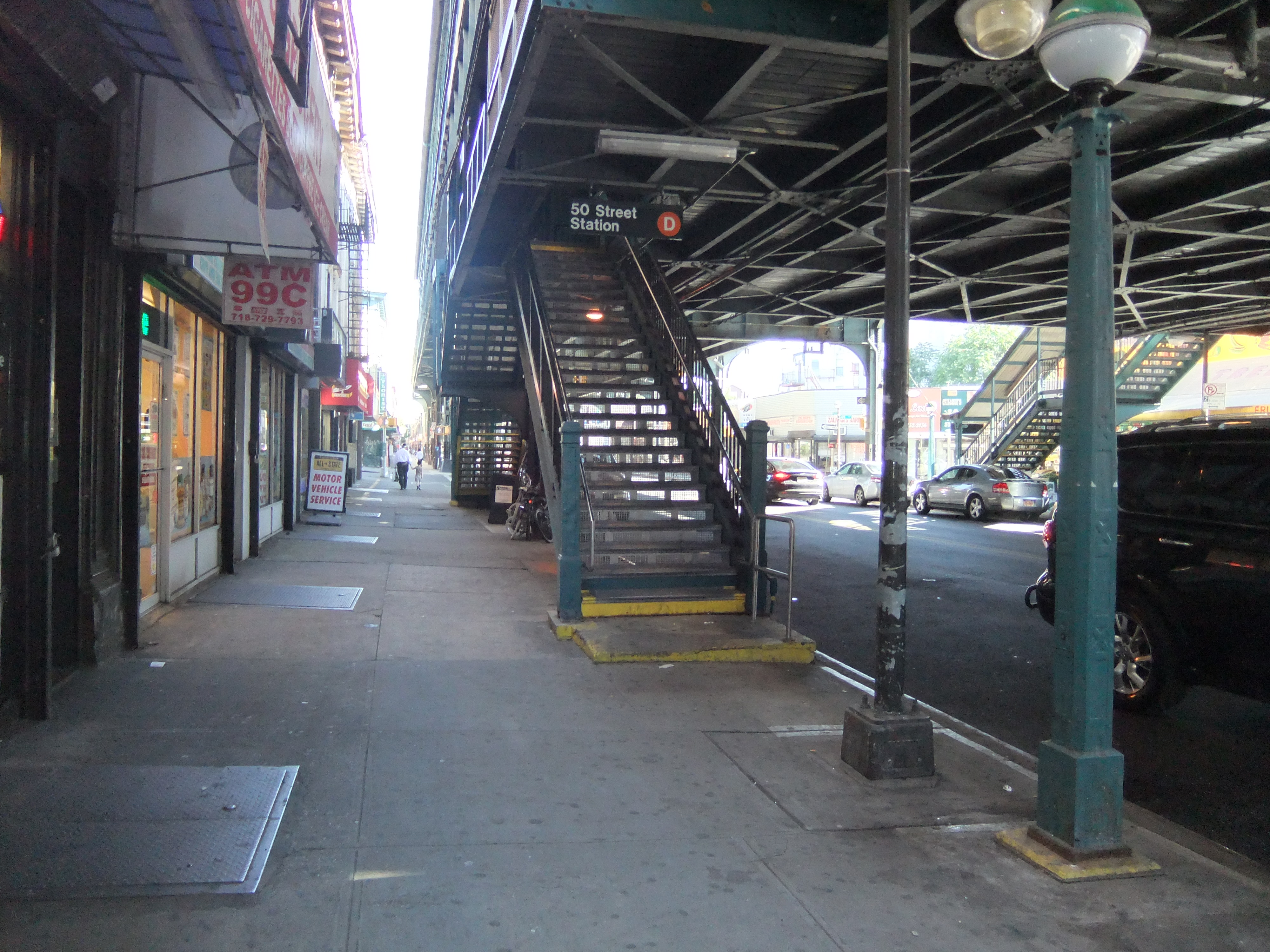
Вид на мезонин и лестницы с Нью-Ютрект авеню

Станция эстакадная, представлена двумя боковыми платформами, обслуживающими только внешние пути трёхпутного участка линии. Платформы несколько смещены друг относительно друга. Центральный экспресс-путь не используется для маршрутного движения поездов. Платформы оборудованы зелёными навесами практически и высоким бежевым забором только в центральной части станции. Участки платформ без навеса огораживает невысокий чёрный забор.
Станция имеет единственный выход, расположенный в центральной части платформ. Лестницы с каждой платформы ведут в эстакадный мезонин под платформами, где расположен турникетный павильон, зал ожидания и проход между платформами. Оттуда в город ведут четыре лестницы — по две к каждой стороне Нью-Ютрект авеню между 49-й и 50-й улицами.